# 岐阜市立伊奈波中学校
岐阜市立伊奈波中学校（ぎふしりつ いなばちゅうがっこう）は、岐阜県岐阜市則武にあった公立中学校。
長良川の北岸に位置し、西に岐阜県立岐阜商業高等学校、東に岐阜県立岐阜希望が丘特別支援学校、岐阜市立早田小学校がある。
校区は長良川両岸にまたがり、南岸が岐阜市立岐阜小学校（旧・京町小学校、金華小学校）、北岸は岐阜市立早田小学校と岐阜市立則武小学校（一部）である。

## 沿革
- 1947年 - 岐阜市立第一中学校として開設。校区は京町小学校、金華小学校の地域であり、金華小学校の一部を仮校舎として使用する。
- 1948年 - 岐阜市立金華中学校に改称。新たに早田小学校と則武小学校が校区となる。
- 1949年 - 伊奈波中学校に改称。校舎（木造）が完成し、現在地に移転。
- 1979年 - 現在の校舎が完成。以後1990年代前半まで改築が行われる。
- 2012年 - 近隣の中学校間での統廃合により閉校。
- 2015年 - 跡地に岐阜県立岐阜希望が丘特別支援学校と希望が丘こども医療福祉センターが新築移転。

## 部活動
- 野球部
- 陸上部
- 卓球部
- 剣道部（男・女）
- バレーボール部　（男・女）
- サッカー部　（男子）
- ソフトテニス部　（男・女）
- バスケットボール部　（男・女）
- パソコン部
- 美術部
- 吹奏楽部
- 茶華道部

## 交通機関
- 岐阜バス

忠節長良線「伊奈波中学校前」バス停下車　徒歩2分（閉校後に「希望が丘こども医療福祉センター前」に改称）
JR岐阜駅バスターミナル（岐阜駅北）9番のりばより「C31おぶさ」「C33長良川国際会議場前」行き

## 出身者
- 福留朗裕 - 三井住友銀行頭取
- Mr.マリック - マジシャン

## その他
- 開校当初は、長良川南岸に設置する予定であったが、用地問題で断念したという。そのため、1939年（昭和14年）に完成した長良川改修工事によって得られた旧河川敷（約160ha）の一部を利用することとなり移転している。この河川敷は岐阜県総合運動場（現・岐阜メモリアルセンター）、岐阜市立中学校（現・岐阜県立岐阜北高等学校）、岐阜県立岐阜商業高等学校、岐阜市立伊奈波中学校、岐阜市立明郷中学校などの文化施設や教育機関、県営近の島住宅などの住宅団地に転用されている。
- 学校名の「伊奈波」は、校区にある伊奈波神社に由来するという。